# Centrum przeciwko Wypędzeniom
Ten artykuł dotyczy przyszłego wydarzenia. Informacje w nim zawarte mogą się zmienić wraz z pojawieniem się nowych faktów, a początkowe doniesienia mogą być niepewne. Ostatnie aktualizacje tego artykułu mogą nie odzwierciedlać najbardziej aktualnych informacji.
Centrum przeciwko Wypędzeniom (niem. Zentrum gegen Vertreibungen, ZGV, Sichtbares Zeichen gegen Flucht und Vertreibung) – planowana instytucja dokumentująca przymusowe przesiedlenia ludności w XX wieku, ze szczególnym uwzględnieniem wysiedleń Niemców po II wojnie światowej z terenów państw Europy Środkowo-Wschodniej (Polska, Czechosłowacja, Węgry, Rumunia). Inicjatorem powstania Centrum jest Związek Wypędzonych, a jego siedziba znajdować ma się w Berlinie.

## Cele Centrum i ich realizacja
- Dokumentowanie ucieczki i wysiedleń Niemców i innych narodowości w XX wieku
- Gromadzenie ustnych i pisemnych świadectw ofiar tych wydarzeń
- Prezentacja kultury i historii osób wysiedlonych, z uwzględnieniem kultur regionalnych
- Analiza problemu integracji wysiedlonych w nowych środowiskach społecznych
- Dokumentowanie współczesnych wysiedleń ludności
- Budowa „Rotundy Żałobnej” jako miejsca upamiętniającego ofiary wysiedleń

## Recepcja społeczna projektu Centrum

### Zwolennicy
Inicjatorem powstania Centrum jest Związek Wypędzonych w Niemczech, a czynnie promuje je przewodnicząca Związku – Erika Steinbach, popierana przez CDU (której jest działaczem i deputowanym do Bundestagu), oraz koalicyjną CSU w Bundestagu. Kanclerz RFN Angela Merkel zadeklarowała poparcie dla budowy Centrum w formie tzw. „widocznego znaku”.
Steinbach, początkowo z Peterem Glotzem, a po jego śmierci samodzielnie, kieruje również fundacją „Zentrum gegen Vertreibungen” z siedzibą w Wiesbaden, która zbiera datki na budowę Centrum (deklarowana kwota zbiórki to obecnie 300 000 euro). W dyskusji na temat budowy Centrum Przeciw Wypędzeniom, która w Polsce napotyka na szczególny opór, twierdzi: „Nasz sąsiad Polska zrobiłby sam sobie wielką przysługę, gdyby podchodził do tego tematu bardziej otwarcie i szukał dialogu.”
Budowę Centrum popiera wielu działaczy obrony praw człowieka, historycy, politycy i inni, m.in. pierwszy Wysoki Komisarz ONZ ds. Praw Człowieka dr Jose Ayala Lasso, laureat Nagrody Nobla Imre Kertész, a także Joachim Gauck, Milan Horáček, książę austriacki Otto von Habsburg, niemiecki rabin Walter Homolka, Eckart Klein oraz dziennikarz Guido Knopp, polityk i politolog Hans Maier, prawnicy Christian Tomuschat i Alfred M. de Zayas, pisarz György Konrád.

### Przeciwnicy
Rządy Polski i Czech zadeklarowały sprzeciw przeciwko budowie Centrum według koncepcji niemieckich „wypędzonych”, argumentując iż przekształci się ono w ośrodek propagandy rewizjonistycznej i skrajnego nacjonalizmu, działającego na szkodę we wzajemnych stosunkach z tymi państwami.
Niektórzy niemieccy politycy i intelektualiści, m.in. były kanclerz Gerhard Schröder, Hans-Dietrich Genscher oraz pisarz – laureat Nagrody Nobla Günter Grass sprzeciwili się budowie Centrum według koncepcji Związku Wypędzonych i proponowali, żeby Centrum powstało jako ośrodek dokumentujący ogólnie zjawiska wysiedleń (nie szczególnie Niemców) i żeby znajdowało się na terenach, objętych kiedyś wysiedleniami, np. we Wrocławiu. Tę koncepcję poparła strona polska. Ówczesny premier Bawarii i przewodniczący CSU Edmund Stoiber sprzeciwił się tej propozycji, twierdząc, że tylko stolica Niemiec jest odpowiednim miejscem lokalizacji Centrum.
Były minister spraw zagranicznych Joschka Fischer uważał, że Centrum poważnie zaszkodzi relacjom polsko-niemieckim. Premier Brandenburgii Matthias Platzeck sprzeciwił się propagowaniu przez Centrum „niemieckiej wersji historii”.
Opór przeciwko budowie Centrum istnieje również wśród niemieckich lewicowych historyków, którzy sprzeciwiają się propagowaniu jednostronnej wizji niemieckiej historii i pomijaniu kontekstu tych wydarzeń.
2 grudnia 2007 niemiecki pisarz żydowskiego pochodzenia Ralph Giordano wycofał swoje poparcie dla idei Centrum przeciwko Wypędzeniom. Giordano, który jako ofiara prześladowań nazistowskich przeżył Holocaust, powiedział, że zbrodni popełnionych w czasie wypędzeń na Niemcach nie można usprawiedliwiać wcześniejszymi zbrodniami niemieckimi, skrytykował jednak pomysł utworzenia Centrum przeciwko Wypędzeniom podkreślając, iż nie można jego zdaniem, forsować historii wypędzeń, a wcześniejsze zbrodnie niemieckie (które określił jako „krwawą łaźnię”) ukrywać w pobocznych zdaniach. Giordano uznał to za pogwałcenie jego zasady niepodzielnego humanizmu.

### Krytyka i kontrowersje
Treść tej sekcji może nie być zgodna z zasadami neutralnego punktu widzenia.
Dokładniejsze informacje o tym, co należy poprawić, być może znajdują się w dyskusji tej sekcji.
 Po wyeliminowaniu niedoskonałości należy usunąć szablon {{Dopracować}} z tej sekcji.
W sprzeczności z deklarowanymi celami pozostają niektóre działania Centrum, np. pewne treści prezentowane na stronach internetowych Centrum, szczególnie tabela wysiedleń, pomniejszająca liczbę ofiar niemieckich represji, a powiększająca liczbę niemieckich ofiar.
Centrum zrealizowało wystawę Erzwungene Wege, w której wykorzystało także eksponaty uzyskane z Polski, często bez zgody i wiedzy właścicieli. Centrum zarzuciło polskim władzom, że wymusiły wycofanie niektórych eksponatów, natomiast zignorowało niechęć do wystawy dużej części polskiego społeczeństwa. Pozytywne opinie o wystawie podkreślają jej umiarkowanie, niechętne wskazują na polityczny charakter wielu działań Eriki Steinbach, która osiągnęła sukces uzyskując finansowe i ideowe poparcie Bundestagu.
- Strona internetowa Centrum[6] prezentuje szereg stwierdzeń niezgodnych z faktami oraz relatywizuje przymusowe wysiedlenia Polaków dokonane jednostronnie przez III Rzeszę na terytorium II Rzeczypospolitej wbrew prawu międzynarodowemu (IV konwencja haska) od 1 września 1939 w czasie okupacji wojskowej terytorium Polski, zrównując je z wysiedleniami Niemców, dokonanymi w konsekwencji decyzji Wielkiej Brytanii, Stanów Zjednoczonych i ZSRR co do granic Niemiec i przesiedlenia ludności podjętych w trakcie konferencji jałtańskiej i konferencji poczdamskiej w roku 1945.
- Strona Centrum podaje, że wypędzonych Polaków, których określa jako „deportowani” było zaledwie 460 000, choć liczba ta szacowana jest przez polskich historyków na 2 478 000, nie licząc 2 800 000 Polaków przesiedlonych do Niemiec do pracy niewolniczej. Strona Centrum pomimo szczegółowego wyliczania wypędzeń na terenie Europy, pomija wypędzenia dokonane przez Niemców w rejonie Zamojszczyzny (Aktion Zamość, Pomorza, Gdyni, Śląska, Rejencji ciechanowskiej, Żywiecczyzny, Łodzi i Warszawy. Jedynym wypędzeniem jakie odnotowała jest wypędzenie (nazywane „deportacją”) z rejonu Kraju Warty (czyli anektowanej Wielkopolski). Niemieccy koloniści z okresu II wojny na terenie Polski nazywani są „ponownymi osiedleńcami”. Na stronie podano, że liczba polskich ofiar wysiedleń nie jest znana.
- Pomimo szczegółowego opisywania historii Niemców w Polsce, strona pomija całkowicie kwestię zbrodniczej organizacji „Selbstschutz”, założonej przez niemiecką mniejszość. Istnienie tak dużej paramilitarnej organizacji (około 100 000 członków), utworzonej z mniejszości niemieckiej na terenie Polski, która działała na szkodę Państwa Polskiego i dokonywała zbrodni na obywatelach polskich było jednym z powodów dla których w 1945 roku znaczna liczba osób narodowości niemieckiej została z Polski wysiedlona do Niemiec[potrzebny przypis]. Nie ma również żadnych informacji o kolonizacji prowadzonej na terenach zaboru pruskiego przez Hakatę. Pośród informacji można natomiast znaleźć stwierdzenie, iż Gdańsk należał nielegalnie do Rzeczypospolitej Obojga Narodów.
- Centrum nie wspomina także o działalności w przedwojennej Polsce niemieckich organizacji i partii o profilu narodowo-socjalistycznym Bund Deutscher Osten, Jungdeutsche Partei in Polen czy Deutsche Vereinigung, DtV ściśle współpracujących z III Rzeszą oraz prowadzących otwartą antypolską działalność od propagandy zaczynając, a na działalności militarnej wymierzonej w ludność polską kończąc.
- Strona Centrum informuje, że podczas wysiedleń przez Polaków zginęło prawie milion Niemców[7].
- Centrum ma ukazywać niemieckich „wypędzonych” jako część zjawiska tzw. „czystek etnicznych” (porównując ich do wysiedlonych Żydów, Ormian i Bośniaków). Nie będzie pokazywać, że Niemcy nie byli niewinnymi ofiarami przesiedleń, lecz ich państwo – III Rzesza – była agresorem i stworzyła jeden z najbardziej zbrodniczych systemów politycznych w historii świata, który planowo wymordował z przyczyn rasistowskich miliony mieszkańców Europy.
- Określenie „niemieccy wypędzeni” jest nieadekwatne, ponieważ sugeruje, iż zostali oni siłą wypędzeni. W rzeczywistości większość z nich została ewakuowana na rozkaz władz niemieckich (np. w ten sposób Wehrmacht wyrzucił z Wrocławia 95% jego niemieckich mieszkańców, przekształcając miasto w twierdzę) lub uciekła w obawie przed zbliżającą się Armią Czerwoną.
- Przeciwnicy Centrum argumentują, że bardziej uzasadnione byłoby utworzenie np. Centrum Przeciwko Nazizmowi, które pokazywałoby zbrodnie przeciwko ludzkości, popełnione przez nazizm. Byłoby to logicznym działaniem przeciwko prawdziwej przyczynie tragedii narodu niemieckiego i pełniłoby rolę wychowawczą przeciwko odradzającemu się szowinizmowi.
- Lokalizacja Centrum w Berlinie jest niestosowna, ponieważ nie był to teren objęty wysiedleniami. Proponowane miejsce obok pomnika poświęconego ofiarom Holocaustu ma wyraźny charakter propagandowy; pokazuje Niemcom, iż ich los był porównywalny z losem Żydów. Tymczasem Holocaust był planowo realizowaną (z powodów rasistowskich) przez władze III Rzeszy zagładą całego narodu żydowskiego. Nie można porównywać ofiar wśród „wypędzonych” do masowo i planowo mordowanych przez III Rzeszę Żydów, Polaków, Rosjan i Cyganów; Niemcy nigdy nie byli planowo mordowani przez żadne państwo.
- Centrum pomija aspekty współodpowiedzialności samych „wypędzonych”:
  - Czescy Niemcy sudeccy z Kraju Sudetów byli w większości wrogami państwa, w którym mieszkali; działali na szkodę Czechosłowacji, mimo iż gwarantowała im autonomię i prawa demokratyczne. Doprowadzili do rozbiorów Czechosłowacji i deklarowali, że nigdy nie zgodzą się na wspólne z Czechami istnienie w ramach jednego państwa. Wysiedlenie tych Niemców po II wojnie było faktycznie realizacją ich własnych deklaracji.
  - Niemcy z terenów, przyłączonych po II wojnie do Polski i ZSRR zaliczali się w znacznej części do zwolenników nazizmu; to tu Adolf Hitler zdobył w wyborach najwięcej głosów[8]; tu najwięcej zwolenników miał rasistowski ruch Niemieckich Chrześcijan, tu też najczęściej dochodziło do aktów wrogości przeciwko mniejszości polskiej. W świetle tych faktów, pokojowe współistnienie tejże ludności niemieckiej w ramach jednego państwa z niedawnymi ofiarami niemieckich zbrodni byłoby w realiach okresu powojennego trudne do realizacji.
  - Niemiecka mniejszość na terenie II Rzeczypospolitej utworzyła paramilitarną organizację „Selbstschutz”, dokonującą dywersji i sabotażu (m.in. sporządziła listy przyszłych ofiar „Operacji Tannenberg”), a w okresie okupacji również masowych morderstw na Polakach w ścisłej współpracy z SS i Gestapo. Pod koniec II wojny światowej Niemcy utworzyły podobną organizację o nazwie Werwolf, która miała walczyć przeciw siłom sojuszniczym i terroryzować ludność napływową.
- Centrum odrzuca propozycje współpracy międzynarodowej, co wskazuje, iż zamierza przekształcić się w ośrodek propagujący i wyolbrzymiający „krzywdę narodu niemieckiego”, a w konsekwencji szerzący poczucie niesprawiedliwości wobec „odebrania” Niemcom ich „małej ojczyzny” i nawołujący do „naprawienia krzywd” kosztem Polski i Czech. Przypomina to rewizjonizm Hitlera, skarżącego się na „krzywdy narodu niemieckiego” po I wojnie światowej. Ani Polska, ani Czechy nie będą miały wpływu na treść i formę wystaw w Centrum.
- Centrum pomija winę Adolfa Hitlera i III Rzeszy.
- Centrum pomija fakt, że wysiedlenia Niemców nie były inicjatywą Polaków i Czechów, lecz wykonaniem postanowień międzynarodowych, będących konsekwencją bezwarunkowej kapitulacji.
- Centrum prezentuje jednostronną wizję historii:
  - Nie zamierza dokumentować realizowanych przez III Rzeszę przymusowych wysiedleń ludności czeskiej z Kraju Sudetów w 1938, ani masowych wysiedleń ludności polskiej z Pomorza, Wielkopolski i Zamojszczyzny w latach 1939–1945.
  - Wysiedlenie milionów Polaków z ZSRR będzie potraktowane marginalnie.